# Sport- und Kongresshalle (Schwerin)
Die Sport- und Kongresshalle (kurz SKH) ist eine Mehrzweckhalle in der mecklenburg-vorpommerschen Landeshauptstadt Schwerin. Sie wurde 1962 eröffnet und war die größte und modernste Halle der DDR. Heute steht sie unter Denkmalschutz.
Die Sport- und Kongresshalle ist Eigentum der Landeshauptstadt, wird aber von der C&M Concert und Management GmbH betrieben, ebenso wie die Freilichtbühne Schwerin.

## Geschichte

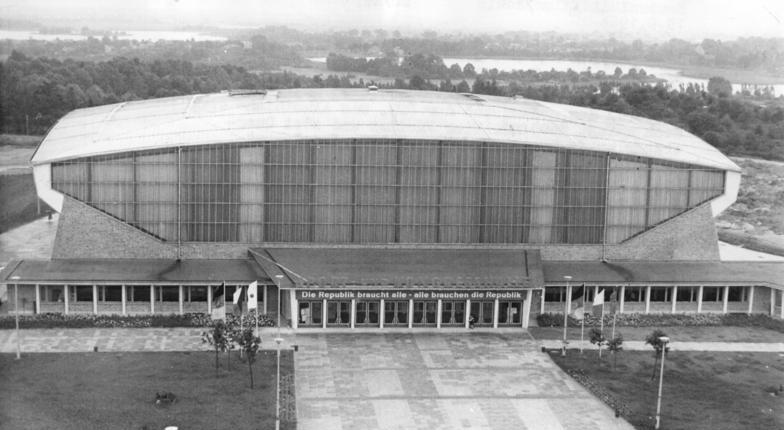
Die Sport- und Kongresshalle im Jahr 1964

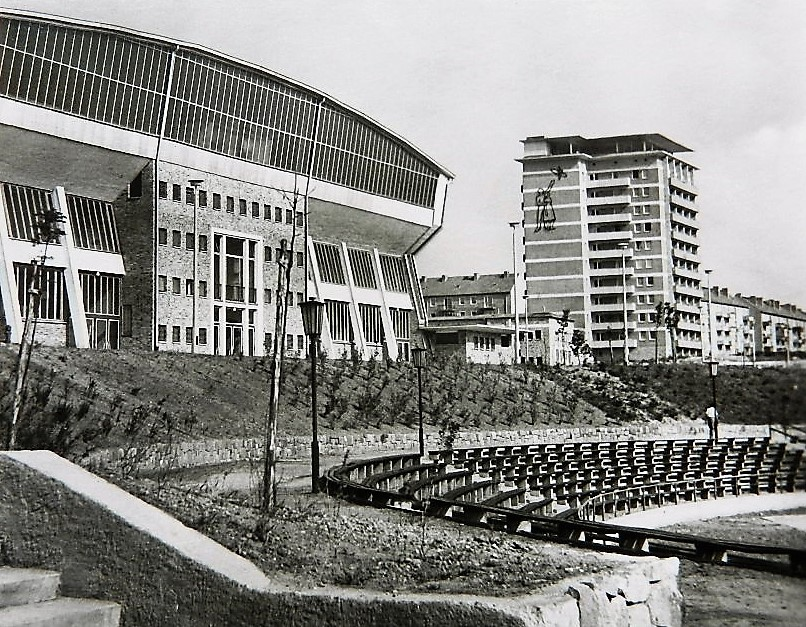
Sport- und Kongresshalle mit dem Wohnhochhaus-Schornstein und Abströmplatte

Nach den Entwürfen des Rostocker Architekten Hans Fröhlich und den Konstruktionen von E. Beckmann, F. Breuer und P. Peters wurde die Sport- und Kongresshalle 1958 erbaut und vier Jahre später fertiggestellt. Die Baukosten betrugen 8,2 Mio. Mark. Am 12. September 1962 erfolgte die Einweihung der Halle als Teil des „Sportforums Lambrechtsgrund“. Mit einer Fläche von 5600 m² galt die Sport- und Kongresshalle Schwerin als die größte Halle der DDR.
Ein städtebaulicher Kompromiss war der Schornstein des Ölheizhauses für die Veranstaltungshalle, nach dem Entwurf des Architekten Heinrich Handorf baute man ein zehngeschossiges Wohnhochhaus mit integrierten Rauchabzug und einer Abströmplatte auf dem Hochhaus am Lambrechtsgrund. 1965 entstanden gegenüber der Halle etwa 200 Besucherparkplätze, die später um einen großen Parkplatz mit einer Kapazität für 800 PKW ergänzt wurden. Ab 1967 diente die Halle auch dem Sportunterricht der Wladimir-Komarow-Oberschule (POS). Diese Schule hatte keine Sporthalle. In der Schule waren Sportschüler der Volleyballsektion des SC Traktor integriert, ein Sportgymnasium gab es noch nicht. Am 22. Oktober 1989 gab es ein Treffen der Nationalen Front in der Halle, initiiert von der SED, am Vorabend der ersten großen Montagsdemonstration des Neuen Forum sollten hier Kräfte eingeschworen werden, die sich am nächsten Tag den Demonstranten des Neuen Forum unter dem Motto „Dialog und Tat- gemeinsam für Erneuerung in unserem Land“ anfänglich entgegengestellten. Diese Aktion der SED-Bezirksleitung kehrte sich am 23. Oktober 1989 ins Gegenteil. Das Neue Forum demonstrierte mit ca. 45.000 Beteiligten gegen die SED-Diktatur.
Nach den ersten demokratischen Umwandlungen rief das Neue Form zum 1. FÜNF-LÄNDER-TREFFEN in die Halle. Initiatoren waren Prof. Jens Reich, Rolf Heurig, Jutta Schuster und Jochen Gauck, für die kulturelle Umrahmung sorgten Holger Biege und The High Skiffle Brothers.
Eigentümerin der Sport- und Kongresshalle ist die Landeshauptstadt Schwerin, die ab 1992 aufgrund zu hoher Instandhaltungs- und Sanierungskosten die Privatisierung der Mehrzweckhalle plant. 1997 erfolgt daraufhin die Übergabe an die private Schweriner Hallengesellschaft (SHG), die jedoch schon 1998 Konkurs anmeldet. Die Halle geht deshalb schon 2002 wieder in Stadteigentum über. Die Landeshauptstadt suchte weiterhin nach einer privat orientierten Betreibergesellschaft, doch Eigentümerin wollte sie selbst bleiben. Es folgte eine europaweite Ausschreibung zu Hallenübernahme, auf die 62 Bewerbungen folgten.

### 2008 bis heute
Aus den Bewerbern geht die Heitkamp-Development GmbH aus Nordrhein-Westfalen hervor, die am 1. Mai 2008 das gesamte Sportforum übernimmt, welches aus der Sport- und Kongresshalle, dem Stadion Lambrechtsgrund, dem Haus des Sports, der Volleyball-Halle (Palmberg-Arena), einer Mehrzweckhalle, einer Leichtathletik-Halle, dem Internat des Sportgymnasiums und einem Parkplatz besteht. Die C&M GmbH wird Pächter der Sport- und Kongresshalle und betreibt diese seitdem. Das ausgeschriebene Projekt, dessen sich die Lambrechtsgrund Betriebsgesellschaft mbH angenommen hat, umfasst die Modernisierung der Sport- und Kongresshalle, die Neuerrichtung der Volleyballhalle, den Olympiastützpunkt, das Internat des Sportgymnasiums und den Neubau der Mensa.
2009 erfolgte eine umfassende Modernisierung der Halle. Jährlich werden weitere Maßnahmen umgesetzt, um technisch stets auf dem neuesten Stand zu sein und die Wettbewerbsfähigkeit zu erhalten bzw. zu verbessern. Dabei muss allerdings aufgrund der Vorgaben des Denkmalschutzes stets der 60er-Jahre-Stil bewahrt werden.

## Räumlichkeiten und Nutzung
Die Sport- und Kongresshalle Schwerin lässt sich durch ein flexibles Raum-in-Raum-Konzept in verschiedene Raum- und Bestuhlungsvarianten teilen. Die Gesamtfläche des Großen Saals beträgt 2000 m². Die maximale Kapazität ist für bis zu 8000 Besucher ausgerichtet. Allein die Rangbestuhlung bietet Platz für bis zu 5200 Personen. Die Variabilität ermöglicht es nicht nur Konzerte, Shows, Musicals und Sportevents durchzuführen, sondern auch Messen, Tagungen und Firmenfeiern.
Die Sport- und Kongresshalle verfügt über einen befahrbaren Asphaltboden, wodurch der Aufbau großer Produktionen und Messen erleichtert wird. Bei Sportevents ist es möglich, diverse Sportböden auszulegen, beispielsweise Fußballrasen, Sandboden und Handballboden. So auch für die regelmäßig stattfindenden Heimspiele der Mecklenburger Stiere.
Neben dem Großen Saal gibt es diverse Nebenräume, wie die Konferenzräume und Künstlergarderoben im Backstage-Bereich. Auch eine Cateringküche ist vorhanden. Aktuell gibt es einen festen Cateringpartner, der für die gastronomische Versorgung der Besucher zuständig ist.
Unter anderem haben in der Sport- und Kongresshalle schon Konzerte von Louis Armstrong, Herbert Grönemeyer, Joe Cocker, Modern Talking, André Rieu, Udo Lindenberg, Andrea Berg, Helene Fischer, PUR, Johannes Oerding, Mark Forster, DJ Bobo, Peter Maffay, Marteria, The Kelly Family und Andreas Gabalier stattgefunden. auch Sportveranstaltungen wie die Universum Fight Night, ARD Boxen, World Boxing Super Series, die Volleyball-Europameisterschaft der Frauen 2013, oder die Night of Freestyle haben hier stattgefunden.